# Brian Piccolo
Louis Brian Piccolo (Pittsfield, 31 de octubre de 1943-Nueva York, 16 de junio de 1970) fue un jugador profesional de fútbol americano, que se desempeñó como running back en los Chicago Bears durante los cuatro años que duró su carrera. Falleció de forma prematura a los 26 años debido a un cáncer. Su lucha contra la enfermedad y su actitud contraria a la segregación racial en los Estados Unidos inspiraron la película Brian's Song en 1971.

## Biografía
Piccolo, de padre napolitano, nació en Pittsfield (Massachusetts) aunque al poco tiempo se mudó con su familia a Fort Lauderdale (Florida). Allí creció y comenzó a jugar al béisbol y al fútbol americano, siendo este último deporte por el que finalmente se decantaría. Tras graduarse en 1961, asistió a la Universidad de Wake Forest en Carolina del Norte, en cuyo equipo jugó, llegando a ser nombrado jugador del año de la Atlantic Coast Conference en 1964.
Piccolo acudió al Draft de la NFL en noviembre de 1964, pero contra todo pronóstico, no fue seleccionado por ningún equipo. Fue, sin embargo, convocado para disputar un partido de exhibición en Atlanta en 1965, tras el cual recibió una oferta para incorporarse a los Chicago Bears. Allí trabó una gran amistad con el jugador afroamericano Gale Sayers, el running back titular del equipo, hasta el punto de pedir compartir habitación de hotel en los desplazamientos, algo inusual para la época, debido a la segregación racial en Estados Unidos.
Aunque tuvo un papel muy secundario durante sus primeras temporadas como jugador profesional, cuando en 1968 Sayers sufrió una grave lesión de rodilla, Piccolo se convirtió en running back titular del equipo. Esta circunstancia, lejos de separar a los dos amigos, los unió todavía más, siendo Piccolo el principal apoyo de Sayers para superar la lesión y volver al terreno de juego, aunque ello le costara la titularidad.
En 1969 le fue detectado un tumor maligno en un pulmón. Tras someterse a cirugía y quimioterapia, logró inicialmente superarlo; sin embargo, meses más tarde, le fue detectado un nuevo tumor. Falleció en un hospital de Nueva York el 16 de junio de 1970, debido a complicaciones derivadas del cáncer. Brian Piccolo estaba casado desde 1965 con Joy Murrath, su novia desde el instituto y era padre de tres niñas, Lori, Traci y Kristi. Su vida inspiró la película de 1971 Brian's Song, protagonizada por Billy Dee Williams, Shelley Fabares y James Caan.